# Vente Venezuela
Vente Venezuela (VV) es un movimiento político venezolano de orientación liberal-republicano, autodenominado centrista; fundado por María Corina Machado en el año 2012. Posee una estructura organizativa federada, con presencia a nivel nacional y en varios países con presencia de venezolanos. Tras la victoria de su líder en las elecciones primarias de la Plataforma Unitaria de 2023, es considerado el mayor partido opositor del país.
El 13 de mayo de 2015, el CNE negó la inscripción como partido político a Vente Venezuela. El CNE no informó la razón por la que rechazó la solicitud. Siendo legalizado posteriormente por la Asamblea Nacional, sin embargo, no por el CNE.

## Ideología política

### Liberalismo
De acuerdo con su fundadora María Corina Machado, Vente Venezuela es un movimiento liberal de centro, a la vez que rechaza que su movimiento sea catalogado como de «extrema derecha». En este sentido, Machado señala que Vente Venezuela «tiene diferencias profundas con posiciones conservadoras o de derecha». Por otra parte, Machado asegura que su grupo político es el único no socialista del espectro político venezolano. Además, según Machado, Venezuela sufre de algunos «males históricos» como el estatismo, el populismo, el rentismo y el militarismo.
Machado se define a sí misma como liberal. A pesar de ser descrita como conservadora por algunos medios de comunicación, Machado se ha pronunciado a favor del matrimonio igualitario y la marihuana medicinal. En el caso del aborto, Machado apoya su despenalización para casos de violación, y ha dicho que no impondrá sus creencias religiosas católicas a la sociedad y también ha apoyado la eutanasia en ciertos casos. Machado también es una defensora del libre mercado.

### Capitalismo popular
Por otra parte, María Corina Machado ha manifestado adherir a la filosofía del «capitalismo popular». Según Leonardo Morales esta idea estaría inspirada en el accionar de la política británica Margaret Thatcher. No obstante, la propia Machado ha señalado que la Venezuela actual «es muy distinta a la Inglaterra de entonces».
Por otra parte, Machado describió al capitalismo popular de la siguiente forma:

El capitalismo popular pone en el centro al individuo y a la familia, no al Estado. Queremos un país de propietarios, una sociedad de emprendedores.
María Corina Machado

Asimismo, Machado ha señalado que el capitalismo popular para Venezuela representa «una Venezuela de progreso, esperanza, trabajo, donde lo tuyo es tuyo y nadie te lo puede quitar». En este sentido ha asegurado que «el capitalismo popular le dará a la gente el poder y la propiedad».
De igual manera Machado describió la función del Estado en el capitalismo popular:

El capitalismo popular plantea el uso de todos los recursos del Estado para generar oportunidades y superación para todos desarrollando un gobierno que esté al servicio de su gente y ofrezca al hombre o la mujer emprendedora, al joven, la oportunidad de tener orientación financiera, acceso al crédito, seguridad social.
María Corina Machado

Con respecto al control de la economía, Machado manifestó: «Yo creo en la reducción de los controles, pero también en la necesidad de conservar aquellos dirigidos a regular monopolios, públicos o privados, y a garantizar la calidad de bienes y servicios».

## Alianzas
Formó parte de la Mesa de la Unidad Democrática. Desde 2017 la tolda anunció su unión a la coalición Soy Venezuela dirigida también por María Corina Machado. Internacionalmente es miembro de la Red Liberal de América Latina (Relial) desde octubre de 2017.

## Participación electoral

### Primeros años y abstención
El 17 de marzo de 2015, Vente Venezuela inscribió candidatos para las primarias del 17 de mayo de 2015, en las que se eligieron a los representantes de la MUD para las parlamentarias de 2015. A partir de entonces, la organización llevó una línea abstencionista, ya que consideraban que las elecciones en Venezuela son un «sistema de extorsión» y una «simulación electoral».

### Presidenciales de 2024
En 2023, el partido decide volver a la ruta electoral, presentándose María Corina Machado a las elecciones primarias de la Plataforma Unitaria, mediante las cuales se elegiría a un candidato para las presidenciales del año siguiente. A pesar de su inhabilitación política, la cual calificó de «írrita e inconstitucional» durante la campaña y los meses previos a la elección, Machado arrasó obteniendo más de 2 millones de votos y el 92,35% del resultado final, convirtiéndose de esta manera en la líder de la oposición venezolana.

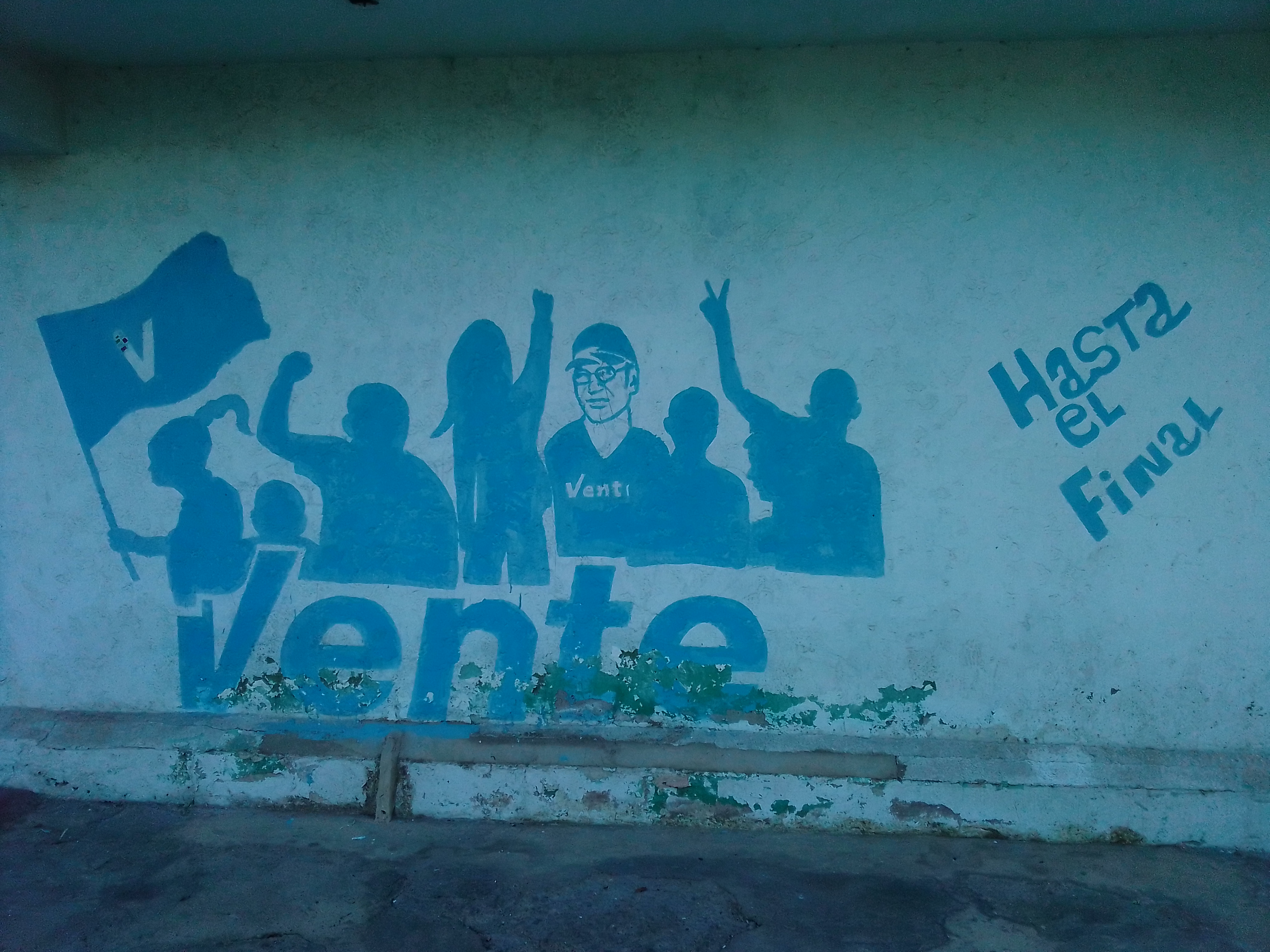
Mural de Vente

Debido a su inhabilitación, Machado, junto al resto de partidos de la Plataforma Unitaria, acordaron sustituir su candidatura por la de la académica Corina Yoris-Villasana, quien, a pesar de no contar con experiencia política previa, había formado parte de la Comisión Nacional de Primarias. No obstante, al final del plazo de postulaciones electorales, el Consejo Nacional Electoral no permitió a ninguna de las tres tarjetas habilitadas (MUD, UNT y MPV) inscribir a la filósofa (a pesar de no contar con ninguna restricción que se lo impidiese), pero sí se aceptó, tras varias negociaciones, la 'reserva' de un candidato, el embajador Edmundo González Urrutia.
Durante el plazo de sustitución de candidatos, tanto María Corina como la Plataforma buscaron inscribirla a ella y a Corina Yoris, incluso se exploraron otras opciones 'potables' como los ya inscritos Enrique Márquez y Manuel Rosales. Finalmente, el acuerdo unánime de los partidos de la Unidad, junto a Vente, fue el de apoyar la candidatura definitiva de Edmundo González. A lo largo de la precampaña, tanto Machado, líder de la oposición, como González Urrutia, candidato, llevaron a cabo actividades diferentes, con la primera recorriendo todo el país y el diplomático limitado a actividades con los partidos de la Plataforma Unitaria. La candidatura se presentó conjuntamente en un acto de masas el 17 de mayo en La Victoria, municipio natal de Edmundo.

## Resultados electorales
Al no estar inscrito como partido político, Vente Venezuela carece de una tarjeta electoral propia. Por ende, ha participado en elecciones bajo el respaldo de otras organizaciones o coaliciones opositoras apoyando a otros candidatos, o presentando a los suyos a través de Elecciones primarias internas, como se observa:

### Presidenciales
|  | 43.18 % |

|  | 67,08 % |

### Parlamentarias
| Año  | # de votos                          | % de votos                          | Diputados    | +/- |
| ---- | ----------------------------------- | ----------------------------------- | ------------ | --- |
| 2015 | Participa bajo la tarjeta de la MUD | Participa bajo la tarjeta de la MUD | 1/167        | 1   |
| 2020 | No participó                        | No participó                        | No participó | 1   |

### Primarias

#### Parlamentarias
| Año  | Candidatos | Votos  | %               | Postulados                    |
| ---- | --- | ------ | --------------- | ----------------------------- |
| 2015 | Principales Ver listaNajib García - circuito 1 de Bolívar Iván Freites - circuito 2 de Falcón José Amalio Graterol - circuito 3 de Falcón Juan Pablo García - circuito 1 de Monagas Luis Tarbay - circuito 2 de Nueva Esparta Suplentes Ver listaHéctor Milano - circuito 1 de Bolívar Damelis Zambrano - circuito 2 de Falcón Olga Córdoba - circuito 3 de Falcón Carlos Alberto Bastardo - circuito 1 de Monagas Fran Ramos - circuito 2 de Nueva Esparta | 19 679 | \| \| 3.08 % \| | Principales 1/5 Suplentes 1/5 |
|      | 3.08 % |        |                 |                               |

#### Primarias
| Año  | Candidato            | Votos     | %                | Resultado |
| ---- | -------------------- | --------- | ---------------- | --------- |
| 2023 | María Corina Machado | 2 253 825 | \| \| 92.35 % \| | Sí electa |
|      | 92.35 %              |           |                  |           |

## Diputados en el parlamento venezolano

### Asamblea Nacional de Venezuela (2010-2015)
Para el momento de la elección la organización no se encontraba fundada, sin embargo tras su fundación se vio representada por los diputados:
- María Corina Machado, diputada por el estado Miranda (hasta marzo de 2014, cuando fue separada del cargo).
- Eduargo Gómez Sígala, diputado por el estado Lara.
- José Manuel González, diputado por el estado Guárico.
- Leomagno Flores, diputado por el estado Táchira (electo por el partido Acción Democrática).
- Juan Pablo García, diputado suplente por el estado Monagas.
- Luis Barragán, diputado suplente por el estado Aragua (electo por el partido COPEI).

### Asamblea Nacional de Venezuela (2015-2021)
El movimiento tiene diputados en la Asamblea Nacional. 
- Juan Pablo García: diputado principal por el estado Monagas, exiliado.
- Carlos Bastardo: diputado suplente por el estado Monagas, asume como encargado.
- Omar González: diputado suplente por el estado Anzoátegui.
- Luis Barragán: diputado suplente por el estado Aragua.
- Dignora Hernández: diputada suplente por el estado Monagas.

## Movimiento 600K
El 17 de  enero del 2024 el Coordinador de Organización del Vente Venezuela Henry Alviarez, presentó el equipo electoral de la candidata María Corina Machado para su campaña para las Presidenciales del 2024. Varios recibieron el apoyo a Machado entre ellos: el presidente de Futuro Henri Falcón y el Alcalde de El Hatillo Elías Sayegh. Pero no concretó pese a su inhabilitación política. Pero le cedió su candidatura al diplomático Edmundo González Urrutia el 19 de abril del 2024 gracias a conversaciones con Manuel Rosales y la Plataforma Unitaria 
El plan 600K tiene como uno de sus objetivos fundamentales lograr 60.000 comanditos de 10 personas cada uno con el objetivo de vigilar y proteger los votos durante el proceso electoral incluso en el conteo de votos posterior al cierre de urnas para intentar evitar irregularidades en el proceso electoral.[cita requerida] Este número de comanditos lograría una cantidad de 600.000 voluntarios[cita requerida] repartidos entre los aproximadamente 14.000 centros de votación de Venezuela y los consulados en el exterior del país.[cita requerida]
El 18 de junio a 40 días de las elecciones María Corina Machado anunció en su Instagram que se habían logrado 46.403 comanditos de los 60.000 marcados como objetivo.
Un mes después, el día 22 de julio a 6 días de las elecciones María Corina Machado anunció del mismo modo en su Instagram que se habían logrado 64.800 comanditos, superando así los 60.000 comanditos marcados inicialmente como objetivo.